# إيالة بودين
إيالة بودين أو إيالة "بدون"، هي إحدى إيالات الدولة العثمانية والتي تغطي اليوم إجزاء من أراضي أربع دول. أُنشئت الإيالة في عهد سليمان القانوني بعد دخوله المجر وانتصاره الحاسم على المملكة المجرية في معركة موهاج.

## سناجق الإيالة
قسمت إيالة بودين إلى عدد من السناجق .
1. بودا
2. سيرمة
3. سمندرة
4. سكچاي
5. شيمونتورنة
6. إستولني بلغراد
7. إسترگون
8. موهاچ
9. پچوي